# クリス・ブライト
クリス・ブライト（Chris Bright、1970年10月14日 - ）は、カナダ連邦オンタリオ州出身の元アイスホッケー選手。

## 経歴
カナダ代表歴を持ち、後に来日して西武鉄道とコクドに、併せて10年間在籍。三冠王にも輝いた。
2003年に日本国籍を取得し、日本代表でもプレー。
2005年、戦力外通告を受けドイツリーグのフランクフルト・ライオンズに移籍。そのシーズンの長野カップで日本に凱旋した。